# جنگل پیانو
جنگل پیانو که در ژاپن با نام جنگل پیانو: دنیای بی‌نقص کای (ピアノの森 –The perfect world of KAI–) نیز شناخته می‌شود، یک مجموعه مانگای ژاپنی اثر ماکوتو ایسشیکی است. این مجموعه از سال ۱۹۹۸ تا ۲۰۱۵ توسط کودانشا منتشر شد. ابتدا در مجله Young Magazine Uppers چاپ شد و سپس به هفته‌نامه مورنینگ منتقل گردید. این مجموعه نهایتاً در ۲۶ جلد به پایان رسید. در سال ۲۰۰۷ شرکت مدهاوس به کارگردانی ماسایوکی کوجیما یک فیلم انیمه ژاپنی از این کتاب اقتباس کرد. در در این فیلم، ولادیمیر اشکنازی، پیانیست سرشناس نیز حضور داشت. از این مانگا یک مجموعه تلویزیونی انیمه توسط شرکت گیانا نیز اقتباس شد که از آوریل ۲۰۱۸ تا آوریل ۲۰۱۹ از ان‌اچ‌کی پخش شد.

## بازخورد
جنگل پیانو در سال ۲۰۰۸ جایزه بزرگ بهترین مانگا را در دوازدهمین جشنواره هنرهای رسانه‌ای ژاپن دریافت کرد.
اقتباس سینمایی این کتاب در همان هفته‌ای که اکران شد، در جایگاه نهم باکس آفیس ژاپن قرار گرفت که برای یک فیلم انیمیشن غیرفرانچایز بسیار بالا بود. تا پایان سال، این فیلم معادل ۱۵۵۵۲۹۷ دلار به دست آورد و در جدول باکس آفیس سالانه ژاپن در رتبه ۱۱۹ قرار گرفت. در کره جنوبی، این فیلم به مدت ۵۰ هفته از سینما اکران شد و معادل ۱۸۲۸۸۴ دلار فروخت. این فیلم در سال ۲۰۰۸ نامزد دریافت جایزه آکادمی ژاپن برای بهترین انیمیشن سال شد.